# Ri Chun-ok
Pour les articles homonymes, voir RI.
Ri Chun-ok (hangeul : 리춘옥 ; RR : I Chunok ; MR : Ri Ch'unok), née le 25 mai 1947, est une ancienne joueuse nord-coréenne de volley-ball.
Elle est médaillée de bronze aux Jeux de 1972.

## Carrière
Ri est médaillée de bronze lors des Jeux olympiques d'été de 1972 ainsi qu'aux Mondiaux de 1970.

## Palmarès

### En équipe nationale
- Jeux olympiques
  -  1972 à Munich.

- Championnat du monde féminin
  -  1970 à Varna.